# Jakob Isbert
Jakob Isbert (* 6. März 1808 in Montabaur; † 8. Juni 1881 in Wiesbaden) war ein herzoglich-nassauischer Amtmann und Amtsrichter, später königlich-preußischer Hofgerichts- und Appellationsgerichtsrat.

## Leben
Isbert war der Sohn des Kaufmanns, Baumbacher Stadtrats und Bürgermeisters Martin Matthias Isbert (1765–1813) und dessen Frau Anna Margaretha Isbert, geborene Wingens (1772–1841). Er hatte sieben Brüder und fünf Schwestern. Seine Schwester Helene (1806–1835) heiratete 1832 Peter  Modest Waterloo (1797–1875), Bürgermeister von Montabaur.
Isbert studierte Rechtswissenschaften an der Georg-August-Universität Göttingen und der Rheinischen Friedrich-Wilhelms-Universität Bonn und war dann als Assessor in Limburg tätig, wo er seine erste Frau Franziska Antinie Wilhelmine Auguste Isbert, geborene von Dudon (1812–1839), kennenlernte. Ihr Vater Jean-Baptiste Dudon ď’ Envals (1765–1836) war aus Les Esseintes. Aus der 1838 geschlossenen Ehe ging eine gemeinsame Tochter hervor. Von 1848 bis 1849 war er Amtmann des Amts Montabaur, von 1856 bis 1861 des Amts Wallmerod, dann von 1861 bis 1863 des Amts Idstein und von 1863 bis 1868 des Amts Limburg. 1870 erfolgte seine Zurruhesetzung.
Nach dem frühen Tod seiner ersten Ehefrau bemühte er sich lange Jahre um einen Konsens beim Herzog von Nassau für eine Wiederverheiratung. Bekannte Söhne aus seiner zweiten Ehe waren Adolf, August und Karl Isbert. Seine Enkelin Margot Benary-Isbert, Tochter von Adolf Isbert, beschrieb in ihrem Buch Im Hause meines Großvaters das Leben von Jakob Isbert und seiner Familie im Jahr 1865.

## Auszeichnungen
- Herzoglich Nassauischer Verdienstorden
- Königlich Preußischer Kronen-Orden III. Klasse